# Nasia
Nasia är ett vattendrag i Ghana. Det ligger i den norra delen av landet, 500 km norr om huvudstaden Accra.